# Marmota monax
Espèce
Statut de conservation UICN

 LC  : Préoccupation mineure
La Marmotte commune (Marmota monax) est l'espèce de marmottes la plus répandue en Amérique du Nord. Elle est communément surnommée siffleux à cause de son cri, ou parfois bonhomme couèche en français acadien. Son nom en anglais est  groundhog, littéralement « cochon de terre », car les marmottes sont toujours occupées à fouir le sol. On la désigne aussi couramment en anglais sous le nom de woodchuck, une déformation de l'algonquien wuchak. C'est la plus solitaire des marmottes.

## Description
- Taille : 40 à 65 cm
- Poids : 2 à 4 kg
- Longévité : 4 à 6 ans à l'état sauvage, 4 à 10 ans en captivité.

## Distribution

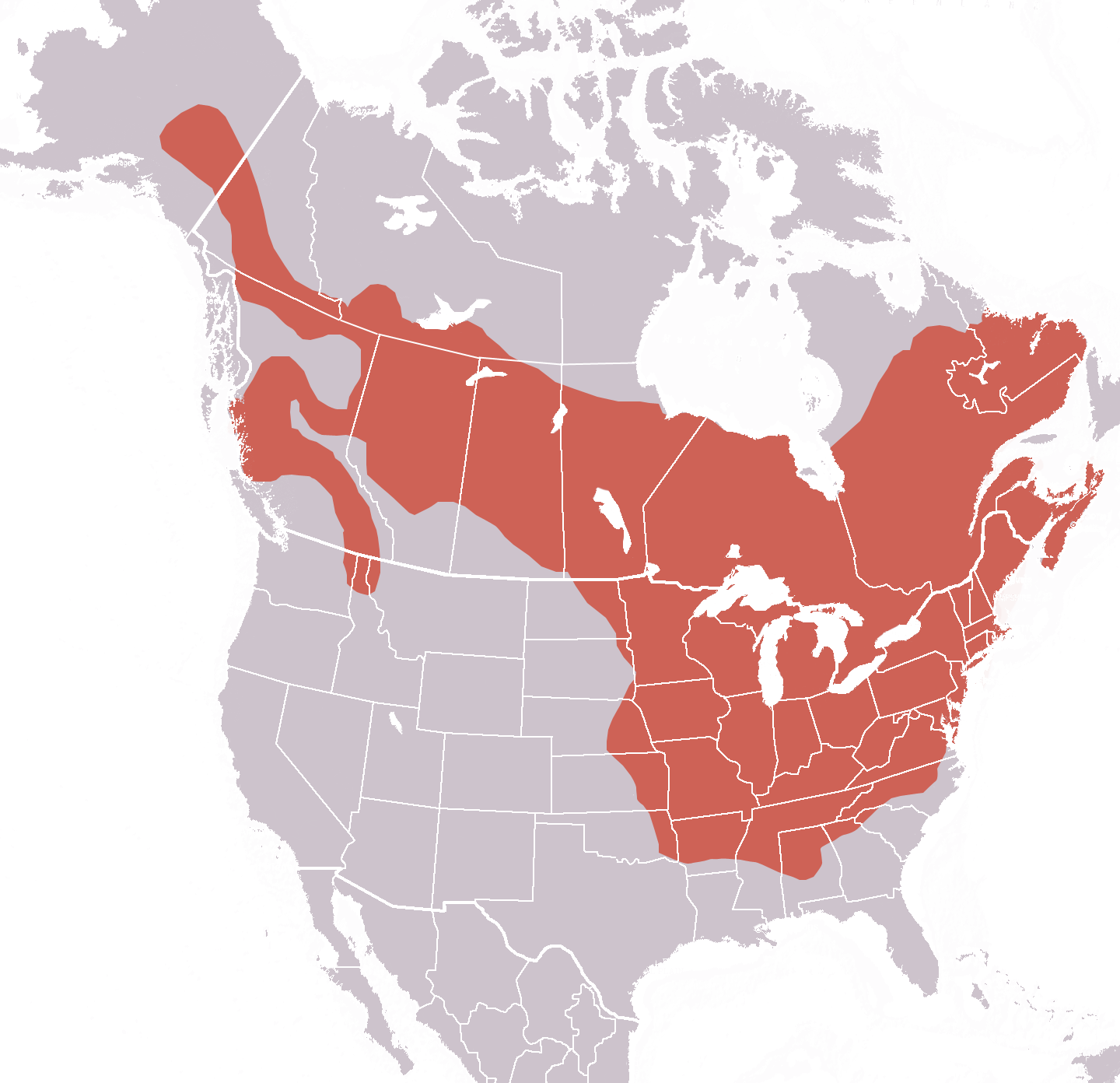
Distribution de la marmotte commune.

Cette espèce s'étend aux États-Unis, du Maine au Wisconsin, et du sud du Mississippi à l'Alabama. On la trouve également au Canada d'un océan à l'autre : du Labrador et de la Nouvelle-Écosse sur la côte de l'Atlantique, jusqu'en Colombie-Britannique sur la côte du Pacifique et au nord jusqu'au Yukon, puis à l'état américain de l'Alaska à l'extrême nord-ouest du continent.

## Alimentation
Elle se nourrit d'herbe, de feuilles, de fleurs et particulièrement de trèfles, et quelquefois de glands.

## Tradition
La marmotte américaine est sujet d'une tradition célébrée chaque année le 2 février en Amérique du Nord, appelée le jour de la marmotte (en anglais : Groundhog Day) ; l'attitude de l'animal annoncera un printemps tardif ou précoce.

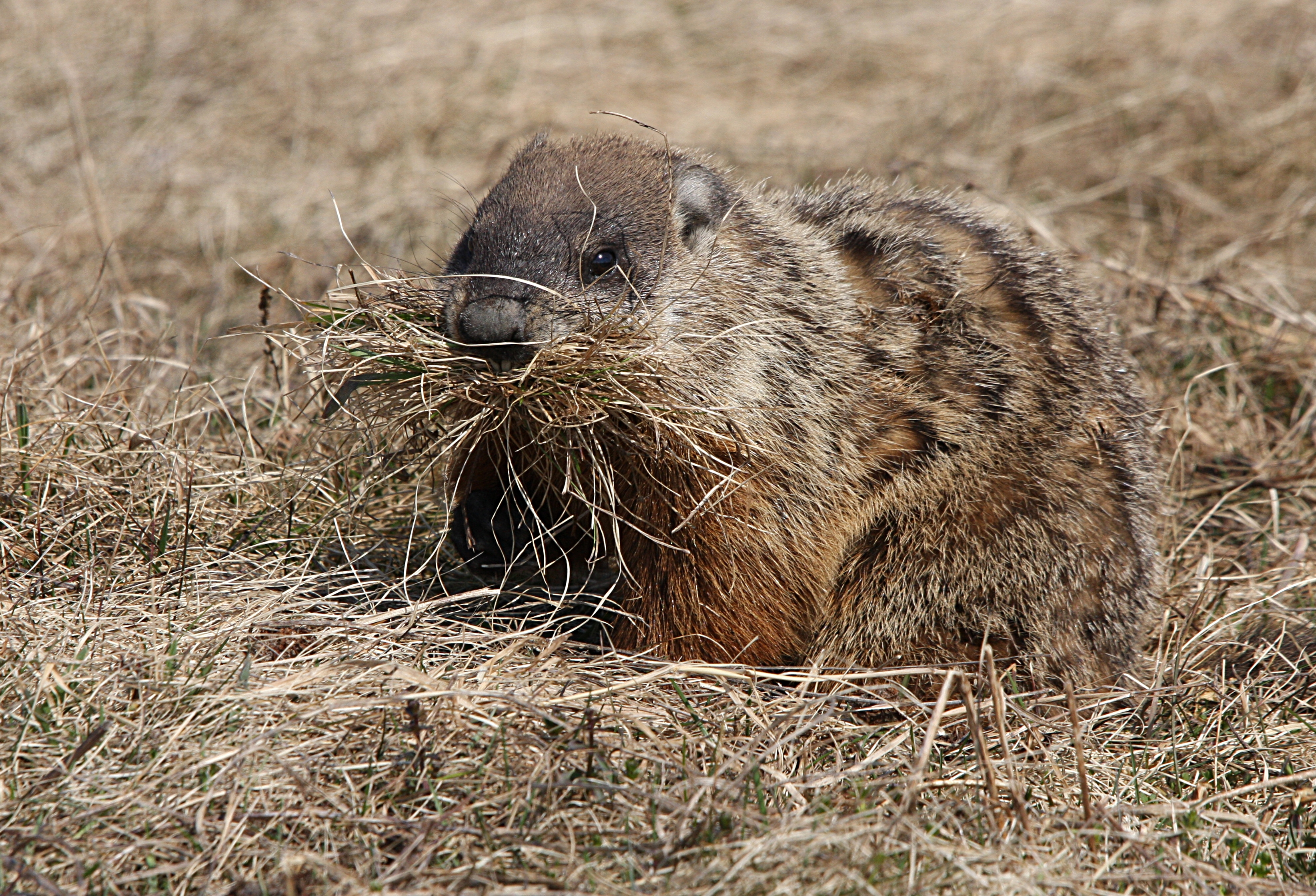
Marmotte commune dans la réserve nationale de faune du Cap-Tourmente
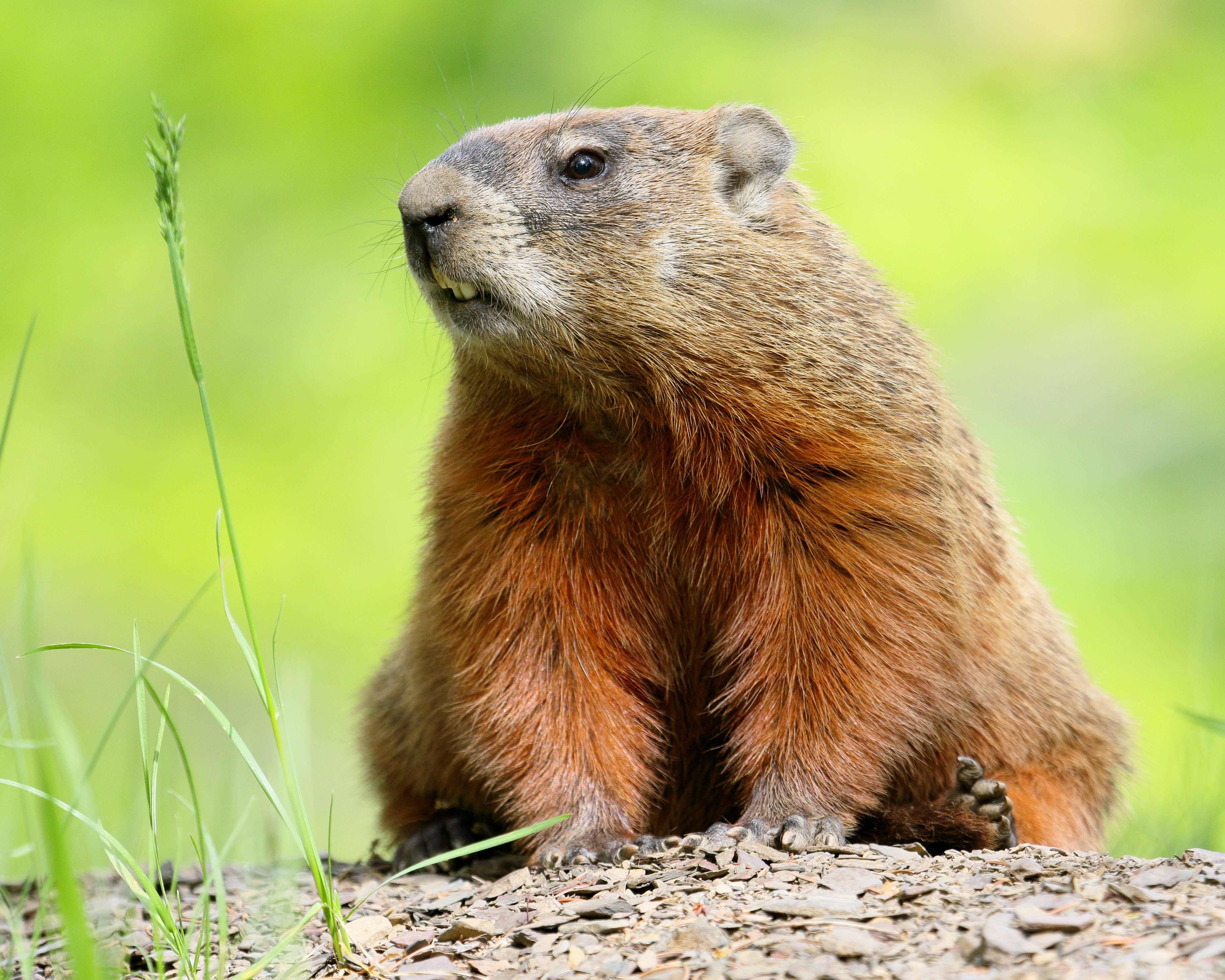
Une Marmota monax sur le campus de l'Université Laval, Québec. Juin 2019.